# جيونغ مونغ غيو
جيونغ مونغ غيو (بالكورية: 정몽규)‏ من مواليد (14 يناير عام 1962، ولد في مدينة سول ) رائد أعمال من كوريا الجنوبية. يشغل منصب رئيس اتحاد كوريا الجنوبية لكرة القدم منذ يناير 2013. ورئيس شركة هيونداي للتطوير العقاري.